# Henry Timrod

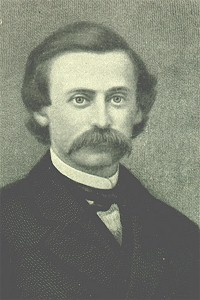
Henry Timrod

Henry Timrod (geboren 8. Dezember 1828 in Charleston, South Carolina; gestorben 7. Oktober 1867 in Columbia, South Carolina) war ein amerikanischer Dichter und Journalist. Er ist insbesondere für seine während des Amerikanischen Bürgerkriegs geschriebenen Gedichte bekannt, in denen er die abtrünnigen Südstaaten glorifizierte.

## Leben

### Kindheit und Jugend
Henry Timrod wurde als drittes von vier Kindern des deutschstämmigen Buchbinders William Henry Timrod, eines Veteranen der Seminolenkriege, und seiner Frau Thyrza Prince geboren. Schon sein Vater William war ein Gelegenheitsdichter und veröffentlichte 1814 einen Lyrikband. Seine Werkstatt war in den 1820er und 1830er Jahren ein bevorzugter Treffpunkt der Literaten in Charleston. Diese Stadt, in der Timrod aufwuchs und in der er den Großteil seines Lebens verbringen sollte, war vor allem im 19. Jahrhundert eines der kulturellen Zentren der Südstaaten und eine der wenigen, in denen sich überhaupt eine erwähnenswerte literarische Kultur entwickelte. William Henry Timrod starb schon 1838, doch öffnete sein hohes Ansehen in Charleston seinem Sohn Henry auch in späteren Jahren viele Türen, die ihm sonst angesichts der recht begrenzten finanziellen Mittel seiner Familie wohl verschlossen geblieben wären.
So besuchte Henry ab 1840 die Classical School des englischen Einwanderers Christopher Cotes, die zu dieser Zeit die bevorzugte Privatschule für den Nachwuchs der Oberschicht Charlestons war. Hier erhielt Timrod eine umfassende klassische Bildung und wurde mit der lateinischen und griechischen Dichtung vertraut. In seiner Schulzeit begann auch Timrods Freundschaft mit Paul Hamilton Hayne, der ihn zu Lebzeiten stets in seinen dichterischen Ambitionen unterstützen sollte und der nach Timrods Tod maßgeblich dazu beitrug, dass sein Werk einer breiteren Öffentlichkeit bekannt wurde. Ein weiterer Schulkamerad war Basil Lanneau Gildersleeve, der später der bedeutendste amerikanische Altphilologe seiner Zeit werden sollte.
1845 begann Timrod ein Studium an der University of Georgia in Athens, brach es aber nach kaum einem Jahr aus unbekannten Gründen ab und kehrte 1847 nach Charleston zurück. Dort begann er in der Kanzlei des renommierten Anwalts James L. Petigru eine juristische Ausbildung; da der Bundesstaat South Carolina zu dieser Zeit über keine Rechtshochschule verfügte, studierten angehende Juristen bei einem approbierten Anwalt.

### Die 1850er Jahre: Leben als Landschullehrer

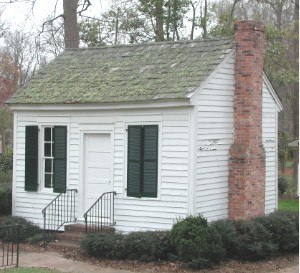
An dieser Schule in Florence, South Carolina, lehrte Timrod in den 1850er Jahren

Auch die Ausbildung zum Anwalt brach Timrod schließlich 1849 ab, da er zu der Erkenntnis gelangt war, dass die Juristerei eine „geschmacklose Beschäftigung“ sei. Obgleich er keinen Universitätsabschluss vorzuweisen hatte, spielte er mit dem Gedanken, eine akademische Laufbahn, vorzugsweise als klassischer Philologe, einzuschlagen, und arbeitete offenbar an einer Neuübersetzung der Gedichte Catulls.
Stattdessen zwang ihn die Mittellosigkeit zu einer bescheideneren Laufbahn als Lehrer. In den 1850er Jahren verdingte er sich als Lehrer an verschiedenen Landschulen, aber auch als Privatlehrer für die Kinder von Plantagenbesitzern in North und South Carolina, kehrte aber nach Charleston zurück, wann immer es ihm möglich war. Hier wurde er ein führendes Mitglied des Literaten- und Akademikerzirkels, der sich um den Buchladen John Russells scharte und zu dem neben Timrod und Hayne unter anderem William Gilmore Simms zählte. Timrod wurde zu einem der produktivsten Beiträger der Literaturzeitschrift Russell’s Magazine, die der Zirkel 1857 ins Leben gerufen hatte. Daneben veröffentlichte er vor allem in The Southern Literary Messenger. 1859 ging sein erster und einziger Gedichtband beim Bostoner Verlagshaus Ticknor and Fields in Druck. In den 1850er Jahren, die von der Zuspitzung des Konflikts zwischen Nord- und Südstaaten geprägt waren, zeigte sich Timrod zunächst kaum am politischen Zeitgeschehen interessiert und interessierte sich eher für das Dichten, die Natur und schöne Frauen, als für die Sklaverei- und Sezessionsdebatte.

### Bürgerkrieg und Tod
Dies änderte sich, als der Konflikt zum Jahresende 1860 eskalierte. Timrods Heimatstaat South Carolina erklärte seinen Austritt aus der Union, ein Schritt, dem sich 1861 die weitaus meisten Südstaaten anschlossen. Anlässlich der Gründung der Konföderierten Staaten von Amerika am 4. Februar 1861 in Montgomery schrieb Timrod, beeindruckt vom patriotischen Überschwang dieser Tage, eine Ode auf die strahlende Zukunft der neuen Nation. Dieses Gedicht wurde unter dem Titel Ethnogenesis („Ethnogenese“) in vielen Südstaatenzeitungen nachgedruckt, vielerorts als Flugblatt verteilt und erwies sich so als wirkungsvolle Propaganda. Mit weiteren Gedichten, insbesondere The Cotton Boll („Die Baumwollkapsel“, September 1861) und Carolina (März 1862), in denen er die Sezession der Südstaaten rechtfertigte und ihre moralische Überlegenheit unterstrich, etablierte sich Timrod als Lobredner der Sache des Südens und wurde landesweit bekannt. Diese und die folgenden Gedichte brachten Timrod zwar Ruhm, aber kaum Geld ein, zumal die Wirtschaft der Südstaaten mit der Dauer des Krieges dem Zusammenbruch entgegensteuerte.
Am 12. April begann mit der Beschießung von Fort Sumter vor der Hafeneinfahrt von Timrods Heimatstadt Charleston der Amerikanische Bürgerkrieg. Im Zuge der allgemeinen Mobilmachung schloss sich Timrod zunächst im April 1861 der Miliz von Hardeeville an, wohin ihn eine Anstellung als Lehrer verschlagen hatte; im Dezember des Jahres trat er als Gefreiter des 20. South Carolina Infanterieregiments in die Konföderiertenarmee ein. Da Timrod jedoch gesundheitlich geschwächt war – wohl schon um 1858 wurde bei ihm Tuberkulose diagnostiziert –, wurde er vom Regimentskommandeur, Timrods Freund Laurence M. Keitt, zunächst mit einer Stabsstelle bedacht, schließlich aber freigestellt.
Im Frühjahr 1862 nahm Timrod eine Anstellung als Kriegsberichterstatter für die Charlestoner Zeitung Mercury an und machte sich auf den Weg auf die Schlachtfelder des Westens. Im April des Jahres erreichte er Corinth, Mississippi, wohin sich nach der Niederlage in der Schlacht von Shiloh die Truppen General Beauregards zurückgezogen hatten. Unter dem Decknamen Kappa berichtete er in seinen Depeschen nach Charleston von den katastrophalen Zuständen im Lager, doch war sein zartes Gemüt für die Aufgaben eines Kriegskorrespondenten nicht geschaffen. Mit dem Rückzug der Truppen Beauregards in der Schlacht um Corinth floh auch Timrod vor dem Vormarsch der Unionstruppen und kehrte über Mobile, Alabama nach Charleston zurück.

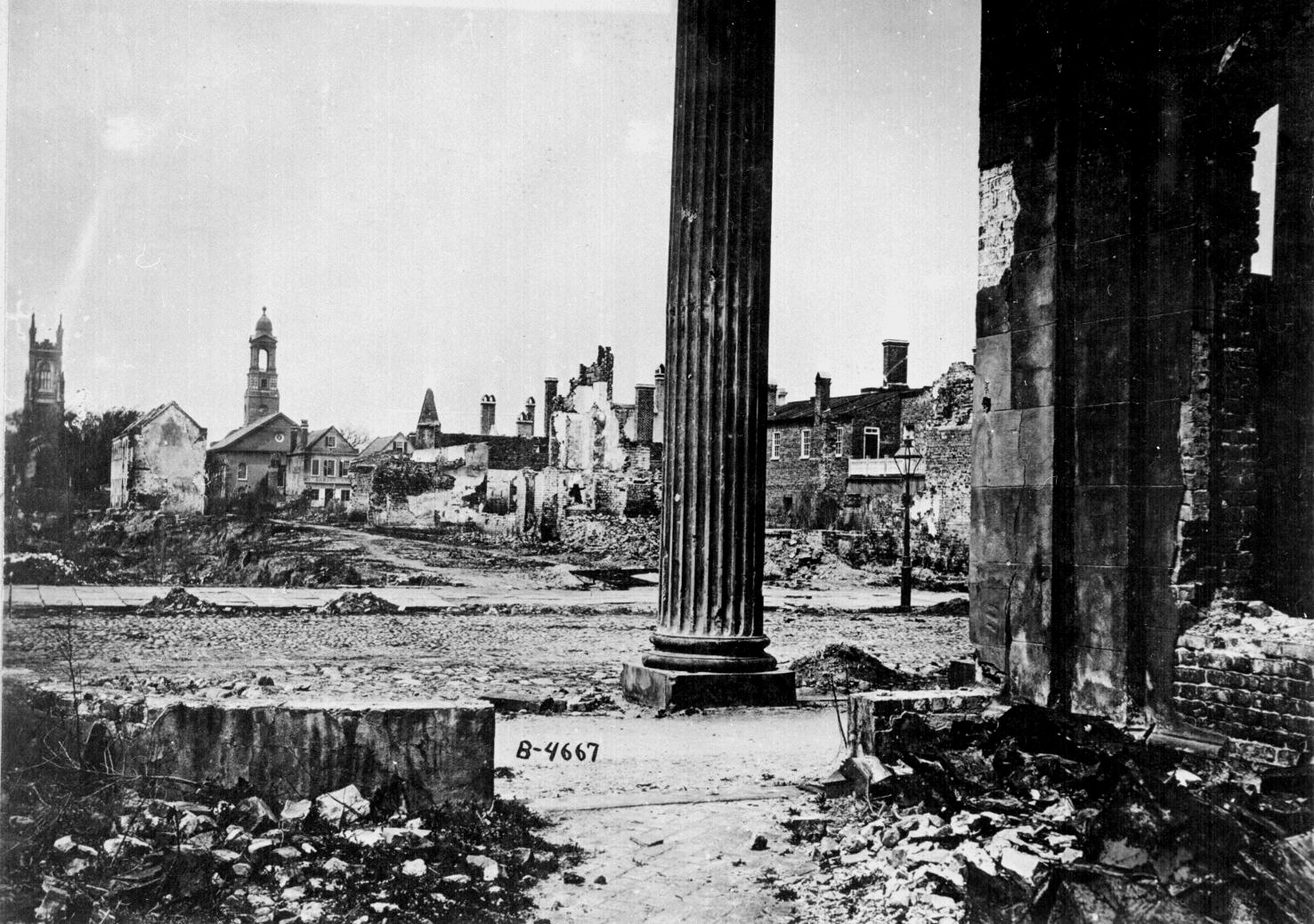
Das zerstörte Charleston, 1865

Die letzten Kriegsjahre brachten Timrod zunächst persönliches Glück und beruflichen Erfolg, doch trafen ihn der Krieg und seine Folgen schließlich auch selbst. Im Januar 1864 wurde Timrod Herausgeber der neu gegründeten Zeitung The South Carolinian in Columbia, doch blieben die Gehaltszahlungen aus, und als die Truppen Shermans im Februar 1865 die Stadt besetzten, musste Timrod fliehen; die Redaktionsräume wurden zerstört. Im Februar 1864 heiratete Timrod seine ehemalige Schülerin und langjährige Verlobte Katie Godwin. Am Weihnachtstag kam sein Sohn Willie zur Welt, doch schon im Oktober 1865, einige Monate nach der Kapitulation der Südstaaten, starb der Säugling; Timrod hielt seine Trauer im Gedicht Our Willie fest. Ihm selbst setzte zunehmend die Tuberkulose zu. 1867 starb er verarmt in Columbia.

## Werk

### Liebes- und Naturgedichte

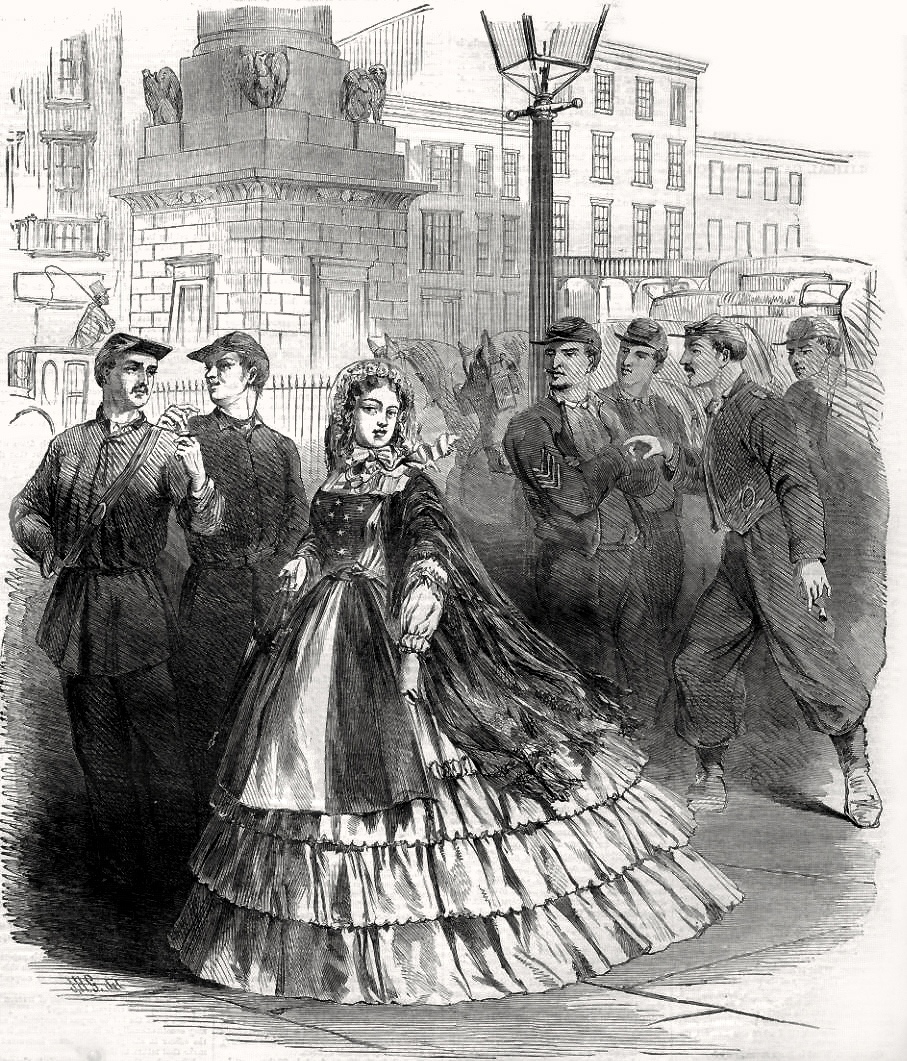
In seinen galanten Liebesgedichten bediente Timrod oftmals das Stereotyp der Southern Belle, wie es auch auf dieser zeitgenössischen Darstellung Ausdruck fand.

Timrods Anfänge als Dichter fallen in seine Schul- und Studienzeit. Aus diesem Frühwerk sind rund 80 Gedichte im Manuskript erhalten, zumeist recht hölzerne Imitationen gediegen-höflicher Liebesdichtung, wie sie in der englischen Dichtung seit der Zeit der cavalier poets verbreitet war, deren Motive und Konventionen aber schon bald zum Klischee erstarrt waren. Gerade in den amerikanischen Südstaaten, die sich in ihrem Selbstverständnis als Ständegesellschaft nach europäischem Muster gefielen und entsprechend eine gewisse aristokratische Kultiviertheit gerade in Liebesdingen als erstrebenswert erachteten, war diese Art von Poetasterei ein gesellschaftlich sanktionierter Zeitvertreib für den angehenden Südstaaten-Gentleman. Manche der Gedichte sind neoklassizistisch getönte Oden an die Liebe (oder an Cupido, den Liebesgott), die weitaus meisten sind jedoch an junge Damen gerichtet und belobigen deren Schönheit, Reinheit und Raffinesse. An den Namen, die sich durch die Widmungen und Gedichte ziehen – Marie, Rose, Isabel, Anne, Genevieve usw. – lässt sich ablesen, dass Timrods Liebeleien ebenso zahlreich wie flüchtig waren.
Viele dieser Gedichte waren offenbar für die Poesiealben junger Damen in Athens und Charleston bestimmt, und nur für wenige dieser Fingerübungen bemühte sich Timrod später um eine Publikation. Das erste veröffentlichte Gedicht Timrods, ein Sonett, signiert mit T. H. (also seinen umgekehrten Initialen), erschien am 8. September 1846 in der Charlestoner Tageszeitung Evening News. Ab 1849 erschienen Timrods Gedichte regelmäßig unter dem Pseudonym Aglaus im Southern Literary Messenger; erst 1856 gab sich Timrod als der Autor hinter dem Pseudonym zu erkennen und veröffentlichte fortan unter seinem Klarnamen.
Unter dem Einfluss der Lektüre britischer Dichter, insbesondere William Wordsworth, Robert Browning und Tennyson, wandte sich Timrod zunehmend einer romantischen Weltsicht und einem dementsprechenden Dichtungsbegriff zu. So haben viele seiner Gedichte der 1850er Jahre die Einsamkeit des Dichter-Genies zum Thema, das sich in die Natur begibt, um dort Inspiration zu schöpfen. Der optimistischen Wordsworthschen Vorstellung von der poetischen Subjektivität, die als Mittler zwischen Geist und Natur zum privilegierten Erkenntnismodus aufgewertet wird, gesellt sich jedoch in einigen Gedichten Timrods ein merklicher Zweifel zu. Besonders in The Summer Bower und The Stream Is Flowing from the West vermag der Dichter es nicht, dem genius loci einen Moment der Erhabenheit abzugewinnen; der Hain und der Strom erscheinen hier nicht als Ort des Trostes und der Welterkenntnis, sondern vielmehr als stumme, geist- wie sinnlose Objekte, die dem Dichter gegenüber gleichgültig sind und ihm allenfalls die Grenzen seiner Erkenntnisfähigkeit aufzeigen können:
The Summer Bower
No adequate excuse, nor cause, nor end,

I, with these thoughts, and on this summer day,

Entered the accustomed haunt, and found for once

No medicinal virtue.

Not a leaf

Stirred with the whispering welcome which I sought,

But in a close and humid atmosphere,

Every fair plant and implicated bough

Hung lax and lifeless. Something in the place,

Its utter stillness, the unusual heat,

And some more secret influence, I thought,

Weighed on the sense like sin.
The Stream Is Flowing from the West
The stream is flowing from the west;

As if it poured from yonder skies,

It wears upon its rippling breast

The sunset’s golden dyes;

[…]

Alas! I leave no trace behind —

As little on the senseless stream

As on thy heart, or on thy mind
Timrods Zweifel an seiner eigenen dichterischen Berufung drücken sich auch in seinem längsten Gedicht, A Vision of Poesy (1858/59), aus. Der Dichter, beschwert von jahrelangem Hadern mit der Muse, wird hier erst auf dem Sterbebett von Poesy, der personifizierten Dichtkunst, erhört. Am deutlichsten formulierte Timrod seine Poetologie jedoch in einem theoretischen Aufsatz, der 1857 in Russell’s Magazine als Replik auf eine Polemik William J. Graysons gegen die englischen Romantiker erschien. Während Grayson, ein Verfechter neoklassizistischer Stilideale und der common-sense-Philosophie, der berühmten Definition in Johnsons Dictionary of the English Language folgend einen Dichter schlicht einen jeden Menschen nannte, der seine Schriften in Versen zu verfassen beliebt, bekräftigte Timrod seinen Glauben an eine poetische „Essenz“. Ein Dichter, so Timrod, müsse über eine außerordentliche Empfindsamkeit verfügen, um wie Wordsworth in Momenten „ekstatischer Kontemplation“ in seiner Seele „die Gegenwart des Rätselhaften und Universellen“ zu verspüren. Nur der Dichter als „Medium starker Empfindungen“ kann diese mystischen Momente in bildhafter, konkreter, sinnlicher und bündiger Sprache darstellen und so den Leser an diesen Momenten des Erhabenen teilhaben lassen. Letztlich erweist sich Timrods Dichtungsliteratur in diesem Aufsatz als ethisch motiviert: Timrod verwirft Poes reinen Ästhetizismus, da die Schönheit zwar eine, aber nicht die einzige Quelle der Dichtkunst sei; Kraft und Wahrheit seien ebenfalls unabdingbar. Als vorbildhaft beschreibt Timrod daher die Dichtung Tennysons, der sich nicht scheue, seine Kunst zum „Vehikel großer moralischer und philosophischer Lehren zu machen.“

### Kriegsgedichte
Charakter und Funktion der Dichtung Timrods änderten sich grundlegend mit der Sezession seines Heimatstaats South Carolina, der Gründung der Südstaatenkonföderation und dem Ausbruch des Bürgerkriegs. Die romantische Innerlichkeit wich nun einem politischen Sendungsbewusstsein. Die Sezessionsfrage war seit Jahrzehnten ein auch emotional außerordentlich aufgeladenes Thema. Schon Timrods Vater ließ sich 1828 angesichts der ersten Nullifikationskrise zum Verfassen einer Ode hinreißen, in der er allerdings an den Unionsgedanken seiner Mitbürger appellierte. Mit der neuerlichen Eskalation der Frage 1860/1861 erschien wiederum eine Vielzahl von Gelegenheitsgedichten, die die Sache der Union (so etwa Julia Ward Howes Battle Hymn of the Republic) oder der Sezession (wie James Ryder Randalls Maryland, my Maryland) beschworen.
In diesem Klima des patriotischen Überschwangs verfasste Timrod 1861 anlässlich der Gründung der Konföderierten Staaten von Amerika eine Ode, die unter dem Titel Ethnogenesis bald weite Verbreitung fand. Darin beschreibt er in einer an Milton gemahnenden apokalyptisch anmutenden Bildsprache die „Geburt“ einer eigenen Nation der amerikanischen Südstaaten, die nun ihren gebührenden Platz unter den anderen Nationen der Welt einnehmen werde. Timrod erhöht den Konflikt zu einem ethisch-religiösen Konflikt: Der Norden herrsche von einem „bösen Thron“, habe mit Gott gebrochen und predige einen ebenso hemmungslosen wie unchristlichen Materialismus:

„On one side, creeds that dare to teach

What Christ and Paul refrained to preach;

Codes built upon a broken pledge,

[…]

Religion, taking every mortal form

But that a pure and Christian faith makes warm,

[…]

Repulsive with all Pharisaic leaven,

And making laws to stay the laws of Heaven!“

Die Gesellschaft des Südens habe hingegen die organische Einheit mit der Schöpfung gewahrt, sei mit sich und ihrer Scholle im Reinen:
But every stock and stone
Shall help us; but the very soil,
And all the generous wealth it gives to toil,
And all for which we love our noble land,
Shall fight beside, and through us; sea and strand,
Sollte der Norden es wagen, über dieses „glückliche Land“ herzufallen, so werde der Süden mit Gottes Hilfe den Konflikt zweifelsohne für sich entscheiden und könne fortan die ganze Welt mit seinem Geist erfüllen, so wie der Golfstrom arktische Ländereien mit seiner Wärme erfülle. In Ethnogenesis verwendet Timrod auch erstmals die Baumwolle, die Haupterwerbsquelle des Südens, als Symbol der Südstaaten. So wie der russische Schnee die Truppen Napoleons besiegt habe, so werde die Baumwolle, der „Schnee des südlichen Winters“, den Süden vor Unbill bewahren.
Zum zentralen Symbol wird die Baumwolle in The Cotton Boll („Die Baumwollkapsel“), Timrods zweiter „pindarischer Ode“, wie er sie selbst bezeichnete. Darin erhebt er die blütenweiße Baumwolle zum Sinnbild für die unbefleckte Kultur der Südstaaten schlechthin. Die Sklaverei, auf der der Baumwollanbau im Süden aufbaute, wird dabei im gesamten Werk Timrods niemals explizit angesprochen; der einzige Verweis auf die Sklaven der Baumwollfelder ist bezeichnenderweise eine synekdochische Reduktion auf die „dunklen Finger“, die die Baumwollkapseln pflücken:
Small sphere!
(By dusky fingers brought this morning here
And shown with boastful smiles)
Pikant ist in diesem Zusammenhang, dass in den 1930er Jahren eine Recherche der Genealogie seiner Familie zu dem Ergebnis kam, dass Timrod wohl selbst mindestens zu einem Sechzehntel afrikanischer Abstammung war; ein Gerichtsdokument aus dem 18. Jahrhundert sprach seiner Urgroßmutter als Schwarzer das Recht ab, vor Gericht auszusagen, und ihre Tochter Sarah Faesch, Timrods Großmutter mütterlicherseits, wird im 1790 durchgeführten Zensus als freie Schwarze geführt.
Mit der zunehmenden Dauer und Härte des Krieges gesellte sich in Timrods Gedichten zum Hurrapatriotismus auch ein besinnlicherer Ton; so ist etwa in Charleston (1863) die Friedenssehnsucht der ausgezehrten Stadt das zentrale Motiv, in Christmas (1863), einem Gedicht, das auch Longfellow und Alfred Tennyson bewunderten, überschattet das Massensterben auf den Schlachtfeldern die gesegnete Weihnachtszeit. Eines der letzten Gedichte Timrods, die „Ode, gesungen anlässlich des Schmückens der Gräber der Toten der Konföderation auf dem Magnolia-Friedhof“ (1867), erklärt die Gefallenen zwar zu „Märtyrern“, doch überwiegt die Trauer um die Gefallenen die ideologische Verklärung.

## Editionsgeschichte
Zu Timrods Lebzeiten erschienen seine Gedichte zumeist in verschiedenen Zeitungen und Zeitschriften, deren Verbreitung sich meist auf den Verlagsort beschränkte. 1859 ging sein erster und einziger Gedichtband, schlicht Poems betitelt, beim Bostoner Verlagshaus Ticknor and Fields in Druck. Zwar trägt das Titelblatt dieser Ausgabe die Jahreszahl 1860, im Copyright ist jedoch das Jahr 1859 vermerkt. Es ist gesichert, dass der Band spätestens zu Weihnachten 1859 erhältlich war. Offenbar war der Band ausschließlich im Abonnement erhältlich und wurde daher nicht im regulären Buchhandel vertrieben; so blieb die verkaufte Auflage gering. Zwar waren die wenigen Rezensionen durchaus positiv, doch letztlich blieb Timrod von der breiteren Öffentlichkeit unbeachtet. Nach 1861, als Timrod mit seiner überaus öffentlichkeitswirksamen Kriegsdichtung berühmt geworden war, verunmöglichte die desolate wirtschaftliche Situation, die das Verlagswesen und den Buchhandel der Südstaaten empfindlich traf, weitere Veröffentlichungen in Buchform. Pläne zu einer englischen Ausgabe von Timrods Gedichten – gegen Ende 1863 hatte Timrod die Reinschriften vollendet, als Illustrator war der als Kriegsberichterstatter in den Südstaaten weilende Frank Vizetelli vorgesehen – machte die Realität des Krieges zunichte.

Einband der ersten Ausgabe von The Poems of Henry Timrod. Hale & Son, New York 1872.

Nach Timrods Tod kam es zu einem regelrechten Zwist zwischen zwei Freunden Timrods um die Ehre, seine gesammelten Werke herausgeben zu dürfen. Während William A. Courtenay sich auf ein persönliches Versprechen berief, das er Timrod gegeben habe, berief sich Paul Hamilton Hayne, der schon zu dessen Lebzeiten eine kaum zu überschätzende Rolle in Timrods Laufbahn gespielt hatte, auf die Unterstützung der Familie Timrods, insbesondere seiner Witwe Katie und seiner Schwester Emily Timrod Goodwin. Schließlich war es Hayne, der gegen Ende des Jahres 1872 als Herausgeber der gesammelten Werke unter dem Titel The Poems of Henry Timrod firmierte und sie mit einem sehr persönlich gehaltenen biografischen Essay einleitete. Diese Ausgabe erwies sich als ausnehmend erfolgreich. Die Rezensionen waren auch in den Nordstaaten durchweg positiv, und die erste Auflage verkaufte sich innert weniger Monate, so dass der Verlag, das in New York ansässige Haus E. J. Hale & Son, noch 1873 eine zweite, um einige Gedichte erweiterte Auflage herausbrachte.
Erst Jahre nach Haynes Tod setzte dann Courtenay seine Pläne zu einer Ausgabe von Timrods Gedichten in die Tat um. 1899 gründete er die Timrod Memorial Association, deren Ziel es war, Timrod mit einer neuen Ausgabe seiner Gedichte wieder zugänglich zu machen und mit den Erlösen sowie durch Privatspenden ein Denkmal zu Ehren Timrods zu errichten. Die Poems of Henry Timrod waren zwar editorisch von zweifelhafter Qualität – alle Gedichte der Hayne-Ausgabe wurden unverändert übernommen, um einige wenige Gedichte aus den Poems von 1859 erweitert und in offenbar recht zufälliger Manier neu arrangiert –, doch erreichte Courtenay beide seiner Ziele. Der Band verkaufte sich ausnehmend gut, und 1901 wurde schließlich in einer feierlichen Zeremonie eine überlebensgroße Büste Timrods im Charlestoner Washington Park enthüllt.
1942 erschienen dann die bis zu dieser Zeit nur im Manuskript bekannten Gedichte Timrods (Uncollected Poems) sowie, herausgegeben von Edd Winfield Parks, auch Timrods Essays und journalistische Arbeiten in Buchform.

## Nachwirkung

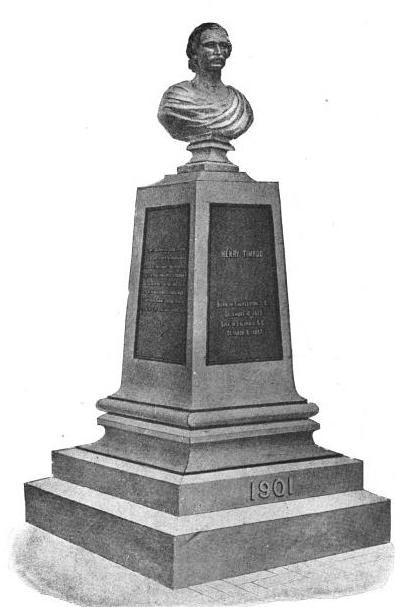
Das Timrod-Denkmal in Charleston

Die Gründung von Courtenays Timrod Memorial Association löste ein „Timrod Revival“, ein bis heute anhaltendes Interesse an Timrods Leben und Werk aus. Timrod wurde – mindestens ebenso sehr wegen seiner Gedichte wie wegen der Symbolträchtigkeit seiner persönlichen Tragödie – zum Dichter des Lost Cause schlechthin verklärt und in den Südstaaten weithin verehrt. So beschloss 1911 die Generalversammlung von South Carolina auf Vorschlag der Daughters of the American Revolution, Timrods Carolina zum offiziellen Staatslied (state song) zu erheben. Allen Tate, eine der führenden Gestalten der Renaissance der Südstaatenliteratur der 1920er und 1930er Jahre, erwies Timrod die Ehre, indem er seine berühmte Ode an die Gefallenen der Konföderation (Ode to the Confederate Dead, 1928) an Timrods Ode Sung on the Occasion of Decorating the Graves of the Confederate Dead at Magnolia Cemetery, Charleston, South Carolina 1866 anlehnte.
In jüngster Zeit lehnte sich Bob Dylan bei einigen Texten seines im Herbst 2006 erschienenen Albums Modern Times an Timrods Verse an, allerdings ohne darauf explizit hinzuweisen. Vor allem auf den Seiten der New York Times entspann sich daraufhin eine Kontroverse, ob sich Dylan des Plagiats schuldig gemacht habe oder sich nur habe „inspirieren“ lassen.
Hier eine der inkriminierten Passagen im Vergleich zu Timrods Versen:
| „A round of precious hours Oh! here, where in that summer noon I basked And strove, with logic frailer than the flowers.“ – Timrod: Rhapsody of a Southern Winter Night | „More frailer than the flowers, these precious hours“ – Dylan: When the Deal Goes Down |

Auch wurde darauf hingewiesen, dass der Titel des Dylan-Albums sämtliche Buchstaben von Timrods Nachnamen enthält und so eine chiffrierte Referenz darstellen könnte.
Im Kanon der amerikanischen Literatur kommt Timrod jedoch nur eine nachrangige Stellung zu. Der Literaturgeschichtsschreibung, die sich gerade in der Amerikanistik zumeist als die Geschichte ästhetischer Innovationen hin zur Moderne darstellt, erscheinen Timrods Gedichte allzu konventionell; sein Festhalten am Kunstverständnis der englischen Romantiker wie Wordsworth lässt seine Dichtung besonders im internationalen Vergleich nicht nur wenig originell, sondern auch unzeitgemäß erscheinen. Aber auch im Vergleich zu Timrods New Yorker und neuenglischen Zeitgenossen wie Herman Melville, Walt Whitman und Emily Dickinson, deren Konventionsbrüche als wegweisend für die Dichtung des 20. Jahrhunderts erachtet werden, erscheint Timrods dichterisches Werk allzu sehr Ort und Zeit seiner Entstehung verhaftet. Allenfalls in der häufig gesondert behandelten Literaturgeschichte des amerikanischen Südens wird er neben Poe und Lanier als einer der bedeutenderen Lyriker des 19. Jahrhunderts geführt, ein Umstand, der wiederum häufig weniger auf Timrods literarische Qualitäten, sondern auf die „rechte Gesinnung“ seiner frühen Kriegsgedichte und ihre Verwertbarkeit für den Mythos von der „guten alten Zeit“ vor dem Krieg und der Ehrbarkeit der Südstaatenkonföderation zurückzuführen ist. Kaum eine Literaturgeschichte kommt umhin, ihn nach dem Titel einer Timrod-Biografie aus dem Jahr 1928 als „Poet Laureate der Konföderation“ zu titulieren. Noch der 2004 erschienenen Timrod-Biografie von Brian Walter Cisco ist der Südstaatenbias deutlich anzumerken.
Ein ebenso unparteiisches wie wohlwollendes Urteil sprach Daniel Aaron, Autor eines Standardwerks zur Literatur während des Amerikanischen Bürgerkriegs, 1973 aus: Timrod sei unter den Südstaatendichtern das „einzige authentische Talent“ gewesen: „Man wendet sich mit Erleichterung von den pathetischen, groben und diffusen Versen der Überpatrioten ab und zu Timrods gedankenvollen und düsteren Gedichten.“

## Werkausgaben
- Poems. Ticknor and Fields, Boston 1860; Textarchiv – Internet Archive.
- The Poems of Henry Timrod. Hrsg. von Paul Hamilton Hayne. E.J. Hale and Son, New York 1873; Textarchiv – Internet Archive.
- Poems of Henry Timrod; With Memoir and Portrait. („Memorial Edition“). Houghton, Mifflin & Co., Boston 1899; Textarchiv – Internet Archive.
- The Uncollected Poems of Henry Timrod. Hrsg. von Guy A. Cardwell, Jr. The University of Georgia Press, Athens 1942; Textarchiv – Internet Archive.
- The Essays of Henry Timrod. Hrsg. von Edd Winfield Parks. The University of Georgia Press, Athens 1942; Textarchiv – Internet Archive.